# 计算机协会
计算机协会（英語：Association for Computing Machinery，简称ACM）是一个世界性的计算机从业员专业组织，创立于1947年，是世界上第一个科学性及教育性计算机学会，亦是現時全球最大的電腦相關學會。ACM每年都出版大量電腦科学的专门期刊，并就每项专业设有兴趣小组。兴趣小组每年亦会在全世界（但主要在美国）举办世界性讲座及会谈，以供各会员分享他们的研究成果。近年ACM积极开拓网上学习的渠道，以供会员在工作之余或家中提升自己的专业技能。截止20世纪末，ACM在全球拥有75,000个以上的成员，包括遍及学术界、工业、研究和政府领域的学生和计算机专业人员。成员的最高荣誉是会士（Fellow）。
ACM通过它的35个特别兴趣组（Special Interest Group，SIG）提供特殊的技术信息和服务。这些特别兴趣组集中于计算机学科的多种专业，如计算机系统结构专业组（computer architecture，SIGARCH）和计算机图形与互动技术专业组（computer graphics and interactive techniques，SIGGRAPH）。这些特别兴趣组中有不少是跨学科的，适合计算机行业以外的人员。例如有不少艺术家参与到图形互动小组中。
ACM通过支持全球700个以上的专业和学生组织，为当地和地区团体提供服务。其中约有20%不在美国境内。这些组织为专业人士提供服务，搜集信息，准备讲座，组织研讨会和竞赛。
ACM主要成员刊物是ACM通讯，刊有一些广泛兴趣的文章，并对每月不同的热点问题展开讨论。ACM也出版了不少获得业内认可的期刊，这些期刊覆盖了计算机领域相当广泛的领域。
ACM主办了8个主要奖项，来表彰计算机领域的技术和专业成就。最高奖项为图灵奖（Turing Award），常被形容为计算机领域的诺贝尔奖。